# Denys Harmasj
Denys Viktorovytj Harmasj (ukrainska: Денис Вікторович Гармаш), född 19 april 1990 i Milove, Ukrainska SSR, är en ukrainsk fotbollsspelare som spelar som offensiv mittfältare för den ukrainska klubben FK Lisne. Han har även representerat Ukrainas fotbollslandslag. Han blev uttagen i Ukrainas trupp till Fotbolls-EM 2012 i Ukraina/Polen. 
Harmasj är en produkt av Dynamo Kiev och har spelat över 360 tävlingsmatcher för klubben. Han gjorde sin debut den 31 oktober 2007 i den ukrainska ligacupen mot Igroservits.
Harmasj var under andra halvan av säsongen 2019/2020 utlånad till turkiska Çaykur Rizespor.
Den 6 september 2023 värvades Harmasj av kroatiska NK Osijek. Den 16 januari 2024 lämnade han klubben. Den 29 januari 2024 värvades han av den ukrainska klubben Metalist 1925 Charkiv.
Den 20 januari skrev han på för FK Lisne i den ukrainska tredjeligan.